# Ashley (Dakota del Norte)
Ashley es una ciudad ubicada en el condado de McIntosh en el estado estadounidense de Dakota del Norte. En el censo de 2010 tenía una población de 749 habitantes y una densidad poblacional de 455,42 personas por km².

## Geografía
Ashley se encuentra ubicada en las coordenadas 46°2′6″N 99°22′25″O / 46.03500, -99.37361. Según la Oficina del Censo de los Estados Unidos, Ashley tiene una superficie total de 1.64 km², de la cual 1.64 km² corresponden a tierra firme y (0%) 0 km² es agua.

## Demografía
Según el censo de 2010, había 749 personas residiendo en Ashley. La densidad de población era de 455,42 hab./km². De los 749 habitantes, Ashley estaba compuesto por el 97.33% blancos, el 0.13% eran afroamericanos, el 0.13% eran amerindios, el 0.67% eran asiáticos, el 0% eran isleños del Pacífico, el 0% eran de otras razas y el 1.74% pertenecían a dos o más razas. Del total de la población el 0.4% eran hispanos o latinos de cualquier raza.